# Paul Gabriel Antoine
Paul Gabriel Antoine (Lunéville, 10 gennaio 1678 – Pont-à-Mousson, 22 gennaio 1743) è stato un teologo e gesuita francese.

## Biografia
Entrò nella Compagnia di Gesù il 9 ottobre 1693. Fu insegnante di umanità nel collegio di Pont-à-Mousson, poi di grammatica, umanità e retorica a Colmar. Tornato a Pont-à-Mousson, vi insegnò filosofia e teologia e fu anche rettore del collegio.
Fu autore di una Theologia universa speculativa et dogmatica (1723) e di una Theologia moralis universa (1726), opere diffuse in tutta Europa. 
Sant'Alfonso Maria de' Liguori lo giudicò autore troppo severo; ma papa Benedetto XIV stabilì la Theologia moralis come libro di testo per gli allievi del collegio di Propaganda. 